# Dendrobium obcordatum
Dendrobium obcordatum é uma espécie de orquídea de flores pequenas que duram muito pouco, mas que floresce diversas vezes ao ano, nativa de Seram, nas Ilhas Molucas. Esta espécie provavelmente deveria estar subordinada ao gênero Ceraia.